# Законодательное Собрание Омской области
Законодательное собрание Омской области — законодательный (представительный) однопалатный орган государственной власти Омской области, является постоянно действующим высшим и единственным органом законодательной власти области.

## История

### I созыв (1994—1998)
Первые выборы депутатов Законодательного Собрания Омской области — состоялись 20 марта 1994 года. На 30 мест был избран 21 депутат. В ходе довыборов Законодательное Собрание было сформировано окончательно. С 13 декабря 1994 года оно начало действовать в полном составе. В депутатский корпус вошли представители различных социальных групп и профессий. Большая часть из них уже имели опыт депутатской деятельности, являлись руководителями предприятий, организаций и органов власти. Первое заседание Законодательного Собрания Омской области состоялось 12 апреля 1994 года.
Действуя в соответствии с принципом сохранения преемственности власти, Законодательное Собрание области взяло под свой контроль ход исполнения решений предыдущих органов представительной власти. Свою деятельность Законодательное Собрание Омской области первого созыва осуществляло в соответствии с планом законопроектных работ.
В числе первоочередных решений депутатами были разработаны и приняты первые законы, определившие правовые условия деятельности Законодательного Собрания Омской области, а также определены основные направления законодательной и организационной деятельности.

### II созыв (1998—2002)
22 марта 1998 года состоялись выборы нового состава депутатского корпуса. В числе депутатов Законодательного Собрания Омской области были избраны четыре женщины.
Были образованы: секретариат, счетная и мандатная комиссии, а также три депутатские группы: «КПРФ», «Аграрии», «Общественное согласие». 23 января 2001 года была зарегистрирована еще одна депутатская группа — «Единство».
Председателем Законодательного Собрания Омской области был избран Варнавский Владимир Алексеевич, заместителем председателя — Голубь Анатолий Моисеевич. Председателем Законодательного Собрания Омской области был избран Варнавский Владимир Алексеевич, заместителем председателя — Разин Александр Фролович.
Постоянным приоритетом оставалось участие в законотворческой деятельности на федеральном уровне. Были подготовлены и внесены на рассмотрение в Государственную Думу РФ изменения в федеральные законы. Много усилий было приложено депутатами по внесению поправки Председателя Законодательного Собрания Омской области Варнавского Владимира Алексеевича в федеральный закон «О ветеранах». В результате с 1 января 1999 года удалось повысить пенсии значительному числу российских пенсионеров, начавших свою трудовую деятельность в возрасте 12-14 лет в годы Великой Отечественной войны. Законодательное Собрание области направило в Государственную Думу законопроект "О внесении изменения в статью 33 Федерального закона «Об образовании». Омские законодатели предложили возложить расходы на проведение аттестации образовательных учреждений, подавляющее большинство которых находилось в сложном финансовом положении, на учредителей образовательных учреждений. Предлагалось предусмотреть в соответствующих бюджетах финансирование затрат на проведение аттестации образовательных учреждений.
В качестве законодательной инициативы также были подготовлены и внесены в Государственную Думу РФ проекты федеральных законов: «Об основах межбюджетных отношений отношений в РФ», "О числе мировых судей и количестве судебных участков ", «О привлечении и использовании иностранной рабочей силы», «О выборах депутатов Государственной Думы Федерального Собрания РФ»; об изменениях и дополнениях в Кодекс РСФСР «Об административных правонарушениях» и другие.
За четыре года работы депутатами было проведено 60 заседаний, принято 224 закона Омской области.
Депутаты Законодательного Собрания области активно взаимодействовали со средства массовой информации. Освещением деятельности областного парламента занимались более 50 аккредитованных журналистов, представляющих 25 федеральных, областных, городских и районных СМИ.

### III созыв (2002—2007)
Законодательное Собрание Омской области является постоянно действующим высшим представительным(законодательным) органом государственной власти Омской области. Порядок деятельности, правила и процедура работы областного Парламента были определены Регламентом Законодательного Собрания Омской области, принятым 21 июня 1994 года, Уставом Омской области, принятым 26 декабря 1995 года и другими законами.
Выборы депутатов Законодательного Собрания Омской области третьего созыва состоялись 24 марта 2002 года. Депутаты были избраны во всех 30 избирательных округах. 16 человек стали депутатами повторно, а пятерым депутатам избиратели оказали доверие в третий раз. В Законодательное Собрание области третьего созыва избрана одна женщина.

### IV созыв (2007—2011)
11 марта 2007 года состоялись выборы нового депутатского корпуса. Избрание депутатов впервые проходило по смешанной системе: 22 человека по одномандатным округам и 22 — по партийным спискам. Всего в Законодательное Собрание Омской области избрано 44 депутата. В состав нового депутатского корпуса избраны две женщины.
На заседании Законодательного Собрания Омской области, состоявшемся 19 марта 2007 года, были сформированы постоянные комиссии: счетная, мандатная и по депутатской этике. Также образован секретариат и зарегистрированы две депутатские группы: от партии «Единая Россия» и от партии «КПРФ».
В состав депутатской группы от Омского регионального отделения Всероссийской политической партии «Единая Россия» вошли 38 депутатов, депутатской группы от Омского отделения политической партии «КПРФ» — 6 депутатов.
Председателем Законодательного Собрания Омской области избран Варнавский Владимир Алексеевич, заместителем председателя — Адабир Анатолий Николаевич.

### V созыв (2011—2016)
4 декабря 2011 года состоялись выборы нового депутатского корпуса. Избрание депутатов проходило по смешанной системе: 22 человека по одномандатным округам и 22 — по партийным спискам. Всего в Законодательное Собрание Омской области избрано 44 депутата. В состав нового депутатского корпуса избраны три женщины.
На первом организационном заседании Законодательного Собрания Омской области, состоявшемся 20 декабря 2011 года, были сформированы постоянные комиссии: счетная, мандатная и по депутатской этике. Также образован секретариат и зарегистрированы четыре депутатские объединения (фракции): от партий «Единая Россия», «КПРФ», «ЛДПР» и «Справедливая Россия».
В состав депутатского объединения (фракции) от Омского регионального отделения Всероссийской политической партии «Единая Россия» вошли 27 депутатов, депутатского объединения от Омского областного отделения политической партии «КПРФ» — 10 депутатов, от Омского регионального отделения политической партии «ЛДПР» — 3 депутата, от Омского регионального отделения политической партии «Справедливая Россия» — 4 депутата.
Председателем Законодательного Собрания Омской области избран Варнавский Владимир Алексеевич, заместителем председателя — Виноградов Вадим Юрьевич.

### VI созыв (2016—2021)
18 сентября 2016 года состоялись выборы нового депутатского корпуса. Избрание депутатов проходило по смешанной системе: 22 человека по одномандатным округам и 22 — по партийным спискам. Всего в Законодательное Собрание Омской области избрано 44 депутата. В состав нового депутатского корпуса избраны две женщины.
На первом организационном заседании Законодательного Собрания Омской области, состоявшемся 29 сентября 2016 года, были сформированы постоянные комиссии: счетная, мандатная и по депутатской этике. Также образованы секретариат, комиссия Законодательного Собрания Омской области по контролю за достоверностью сведений о доходах, об имуществе и обязательствах имущественного характера, представляемых депутатами Законодательного Собрания Омской области, и зарегистрированы четыре депутатские объединения (фракции): от партий «Единая Россия», «КПРФ», «ЛДПР» и «Справедливая Россия».
В состав депутатского объединения (фракции) от Омского регионального отделения Всероссийской политической партии «Единая Россия» вошел 31 депутат, депутатского объединения от Омского областного отделения политической партии «КПРФ» — 7 депутатов, от Омского регионального отделения политической партии «ЛДПР» — 4 депутата, от Омского регионального отделения политической партии «Справедливая Россия» — 2 депутата.

### VII созыв (2021)
17-19 сентября 2021 года состоялись выборы нового депутатского корпуса. Избрание депутатов проходило по смешанной системе: 22 человека по одномандатным округам и 22 — по партийным спискам. Всего в Законодательное Собрание Омской области избрано 44 депутата от шести партий: «Единая Россия» — 26 депутатов, «КПРФ» — 10 депутатов, «Коммунисты России» — 3 депутата, «Справедливая Россия» и «Новые Люди» — по 2 депутата, и «ЛДПР» — 1 депутат.
23 мая 2023 года умер председатель Законодательного собрания Омской области с 1994 года Владимир Варнавский.

## Фракции

### II созыв (1998—2002)
| Фракция        | Кол-во депутатов |
| -------------- | ---------------- |
| КПРФ           | 10               |
| Партия Лысенко | 1                |
| Независимые    | 29               |

### III созыв (2002—2007)
| Фракция          | Кол-во депутатов | ±   |
| ---------------- | ---------------- | --- |
| Единая Россия    | 21               | ▲21 |
| КПРФ             | 5                | ▼5  |
| Народный депутат | 4                | ▲4  |

### IV созыв (2007—2011)
| Фракция       | Руководитель              | Кол-во депутатов | ±   |
| ------------- | ------------------------- | ---------------- | --- |
| Единая Россия | Сергей Николаевич Тодоров | 38               | ▲17 |
| КПРФ          | Андрей Анатольевич Алёхин | 5                | −   |

### V созыв (2011—2016)
| Фракция             | Руководитель                  | Кол-во депутатов | ±   |
| ------------------- | ----------------------------- | ---------------- | --- |
| Единая Россия       | Александр Васильевич Артёмов  | 27               | ▼11 |
| КПРФ                | Андрей Анатольевич Алёхин     | 10               | ▲5  |
| Справедливая Россия | Александр Николаевич Провозин | 4                | ▲4  |
| ЛДПР                | Вадим Юрьевич Виноградов      | 3                | ▲3  |

### VI созыв (2016—2021)
| Фракция             | Руководитель                 | Кол-во депутатов      | ±  | Диаграмма |
| ------------------- | ---------------------------- | --------------------- | -- | --------- |
| Единая Россия       | Александр Васильевич Артёмов | 29 + 2 самовыдвиженца | ▲4 |           |
| КПРФ                | Андрей Анатольевич Алёхин    | 7                     | ▼3 |           |
| ЛДПР                | Антон Юрьевич Берендеев      | 4                     | −  |           |
| Справедливая Россия | Наталья Николаевна Иванова   | 2                     | ▼1 |           |

### VII созыв (2021 — наст. время)
| Фракция             | Руководитель                   | Кол-во депутатов | ±  |
| ------------------- | ------------------------------ | ---------------- | -- |
| Единая Россия       | Александр Васильевич Артёмов   | 26               | ▼5 |
| КПРФ                | Адам Остапович Погарский       | 10               | ▲3 |
| Коммунисты России   | Владимир Борисович Казанин     | 3                | ▲3 |
| Новые Люди          | Илья Юрьевич Смирнов           | 2                | ▲2 |
| Справедливая Россия | Андрей Александрович Жуковский | 2                | −  |
| ЛДПР                | Антов Юрьевич Берендеев        | 1                | ▼3 |

## Комитеты
- Комитет по законодательству и местному самоуправлению
- Комитет финансовой и бюджетной политики
- Комитет по социальной политике
- Комитет по аграрной политике, природным ресурсам и экологии
- Комитет по собственности
- Комитет по экономической политике и инвестициям
- Комитет по образованию, науке, культуре и молодёжной политике